# Паметник на Васил Левски (Пловдив)
Паметникът на Васил Левски в Пловдив се намира в парка „Бунарджик“ в подножието на Хълма на освободителите.

## История
През 1895 г. хаджи Гьока Павлов искал да издигне със собствени средства паметник на Васил Левски в Пловдив, но общинските съветници не се съгласили.
През 1934 г. от сдружението на карловци в Пловдив възродили идеята и започнали набирането на средства чрез благотворителни прояви с намерението до вековния юбилей през юли 1937 г. монументът на бъде готов. Един от най-известните български скулптори и преподавател в Художествената академия по това време проф. Иван Лазаров е техен съгражданин и карловци го избрали за изпълнител на проекта. По това време хълмът Бунарджика е превърнат в красив парк от европейски тип и това било мястото, което карловци избрали за паметника.
Скулпторът проф. Иван Лазаров издирил всички известни фотографии на Апостола, а освен тях разполагал и с 30 снимки на негови роднини и започнал да работи върху творческото решение за пластичното претворяване на духовния образ на Левски. За да подчертае неговата младежка енергия той решил да покаже Апостола в обикновена риза със запретнати ръкави.
Чрез медиите пловдивският скулптор Кирил Тодоров изразява желание паметникът да бъде направен с негово готово решение и това забавя реализиране на проекта. Чак през 1942 г. бюстът на Апостола е монтиран и осветен.
Малко след това известният критик Йордан Бадев критикува творбата на Иван Лазаров. Според него, не бил Левски, а някакъв пролетарски функционер с разкопчана риза и навити ръкави. Така в пресата се появили идеи за премахване на паметника, но пловдивските общинари не се поддали на атаката и оставили паметника на мястото му.
С благоустрояване на парка, местоположението на паметника става второстепенно и закътано в полите на хълма. В началото на 1990-те Инициативен комитет „Васил Левски“ в Пловдив успява да се пребори паметникът да бъде преместен на централната алея в парка.

## Характеристики
Паметникът на Васил Левски в Пловдив е уникален по своя вид. На него Апостола е представен като работник, с навити над лактите ръкави.